# التيرثنقار

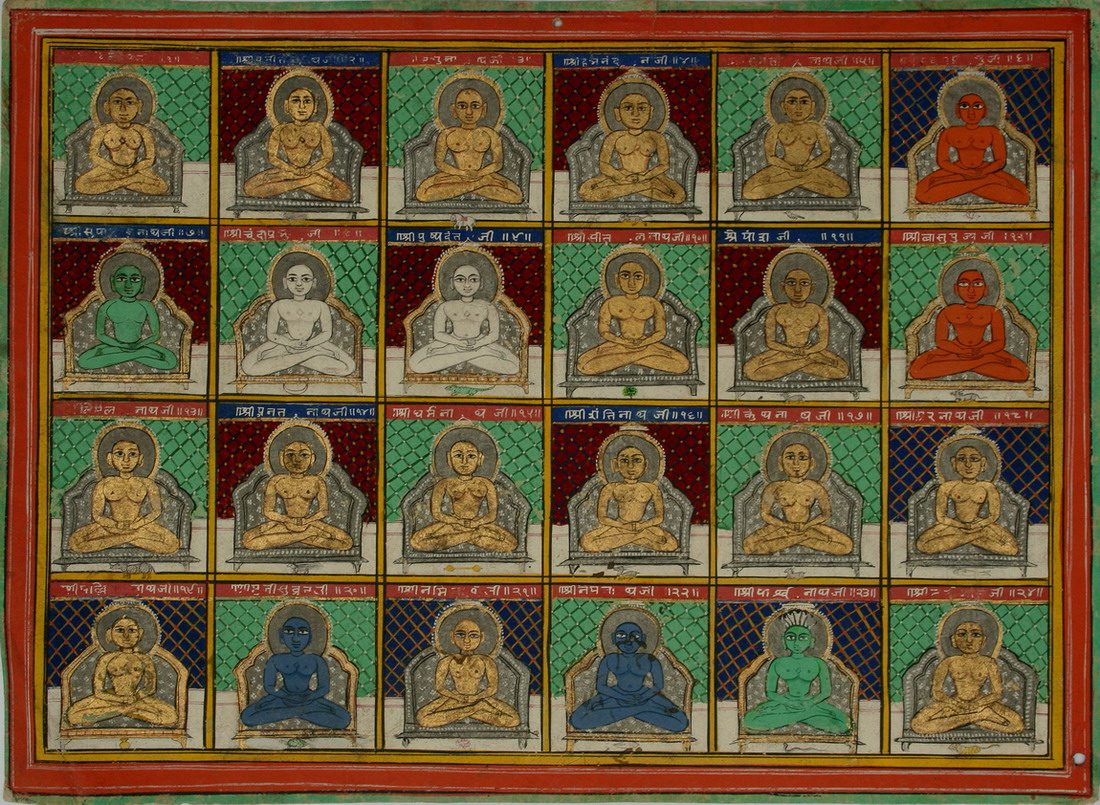
لوحة يانية مصغرة للتيرثنقار الأربعة والعشرون من الديانة اليانية، جايبور، ق. 1850

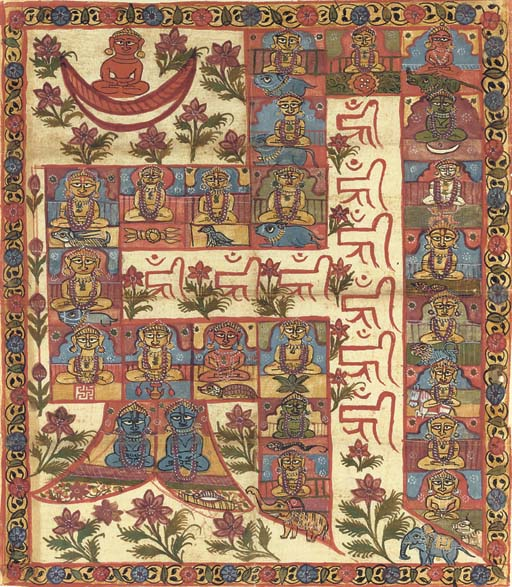
التيرثنقار الأربعة والعشرون موزعون على شكل المقطع التأملي التانتري Hrim، مرسوم على القماش، ولاية غوجارات ، ق. 1800

في اليانية، التيرثنقار ( السنسكريتية: tīrthaṅkara العربية: يعني حرفيا "صانع المخاضة") هو المنقذ والمعلم الروحي للدارما (مسار الصالحين). تشير كلمة تيرثنقار إلى باني التيرثا tirtha، وهو ممر عبور يشق بحر من المواليد والوفيات اللامتناهية، أي سامسارا saṃsara . وفقًا للديانة اليانية، يعد التيرثنقار شخصا تمكن من هزيمة سامسارا Saṃsāra، وهي دورة الموت والبعث، من تلقاء نفسه، وخلق طريقًا للآخرين ليتبعوه. بعد فهم الطبيعة الحقيقية للنفس أو الروح، ويرتقي التيرثنقار للكيفالا جنانا Kevala (المعرفة). يوفر التيرثنقار جسرا للآخرين لمتابعة المعلم الجديد من سمسارا لموكشا (الإنعتاق).